# 小约瑟夫·R·拜登总统图书馆
小约瑟夫·R·拜登总统图书馆是隶属于美國国家档案和记录管理局的档案馆，专门存放与乔·拜登总统任内相关的国家文件。此外，该图书馆还包括一个关于乔·拜登的拟建总统中心。

## 背景
总统图书馆作为档案馆和博物馆，汇集了美国总统及其政府的相关文件和文物。尽管该图书馆及其内容由国家档案和记录管理局负责维护，但其他费用通常由私人捐助者承担。根据管理局的说法，每位前总统均可选择图书馆的建筑师，并对图书馆建筑的最终位置及建筑成本负有“全权责任”。

## 位址
该图书馆位于马里兰州科利奇帕克阿德尔菲路8601号1510室，这是位于华盛顿特区郊外的一座美国政府办公大楼。
在唐纳德·特朗普于2025年1月20日进行第二次就职典礼后，国家档案和记录管理局宣布已“接管拜登政府的记录和文物”。根据管理局的说法，截至此时拜登尚未正式“他表达建立总统图书馆的意愿”。

## 历史
根据乔·拜登的说法，在他与罗伯特·许进行调查时提到的乔·拜登机密文件事件中，吉尔·拜登在2023年7月首次提到他的总统图书馆。这一话题是在拜登在哈里·杜鲁门总统图书馆发表讲话后引发的，之后他开始更加深入地思考这个问题。安妮·托马西尼和安东尼·伯纳尔随后获拜登委派负责为图书馆的建设筹集资金。
拜登总统最初指出，特拉华州威尔明顿的特拉华大学以及纽约州锡拉丘兹的雪城大学可能成为图书馆的建设地点。然而截至2024年7月，特拉华大学表示“关于此话题的讨论缺乏任何相关了解”，而雪城大学的发言人也表示“到目前为止没有进行过任何讨论”。
根据2024年11月《华尔街日报》报道，部分捐赠者表示他们对向图书馆提供资金采取了“抵制”态度。在次月拜登赦免亨特·拜登后，据报道几位主要的民主党捐赠者表示他们打算完全停止对拟建图书馆的捐款。
截至2024年12月，国家档案和记录管理局正在招募人员以准备拜登图书馆的文献收藏工作。2025年1月，费城市长谢丽尔·帕克表示有意为在她所在城市建设该图书馆进行游说。

## 设计
威尔明顿的市民领袖提出了一项未经广大市民请求的提议，建议将丹尼尔·L·赫尔曼法院改造为拜登图书馆。